# نورمس
نورمس (به لاتین: Nurmes) یک شهرک در فنلاند است که در کارلیای شمالی واقع شده‌است. این شهرک در سال ۲۰۱۷ میلادی ۷٬۷۹۰ نفر جمعیت داشته‌است.

## خواهرخوانده
شهر لاهولم خواهرخواندهٔ نورمس هست.